# First Love (Album)
First Love (dt. Erste Liebe) ist das erste japanischsprachige Studioalbum der japanischen Sängerin Hikaru Utada. Das Album wurde am 10. März 1999 in Japan veröffentlicht und ist das meistverkaufte Album in der japanischen Musikgeschichte. Es verkaufte sich laut Oricon mehr als 7,65 Millionen Mal, die Recording Industry Association of Japan fügte hinzu, dass 8,53 Millionen Exemplare in den Umlauf gebracht wurden. Außerdem ist es das einzige Album, das von der Recording Industry Association of Japan (RIAJ) mit 32-×Platin ausgezeichnet wurde. Dies entspricht in Japan acht Millionen verkauften Einheiten.
Es verkaufte sich mehr als zwei Millionen Mal in der ersten Woche und war für sechs Wochen an der Spitze der Oricon-Charts. Außerdem ist First Love mit 10 Millionen verkauften Einheiten weltweit das erfolgreichste Album in der asiatischen Musikgeschichte.
Über Universal Music Japan wurde im März 2014 eine 15th Anniversary Version des Albums veröffentlicht.

## Titelliste
| #   | Titel                                          | Übersetzung                | Arrangeur                                  | Länge |
| --- | ---------------------------------------------- | -------------------------- | ------------------------------------------ | ----- |
| 1.  | Automatic (Album Edit)                         | Automatisch                | Akira Nishihira, Taka & Speedy, Kei Kawano | 5:28  |
| 2.  | Movin’ on Without You                          | Ohne dich weitermachen     | Shin’ichiro Murayama                       | 4:38  |
| 3.  | In My Room                                     | In meinem Zimmer           | Shin’ichiro Murayama                       | 4:19  |
| 4.  | First Love                                     | Erste Liebe                | Kei Kawano                                 | 4:17  |
| 5.  | Amai Wana (甘いワナ) Paint It Black            | Süße Falle. Mal es schwarz | Akira Nishihira                            | 5:02  |
| 6.  | Time Will Tell                                 | Die Zukunft wird es zeigen | Toshiyuki Mori, Jun Isomura                | 5:27  |
| 7.  | Never Let Go                                   | Niemals loslassen          | Kei Kawano                                 | 3:57  |
| 8.  | B&C (Album-Version)                            | B&C                        | Akira Nishihira, Taka & Speedy             | 4:20  |
| 9.  | Another Chance                                 | Eine weitere Chance        | Akira Nishihira, Taka & Speedy             | 5:22  |
| 10. | Interlude                                      | Zwischenspiel              |                                            | 0:17  |
| 11. | Give Me a Reason                               | Gib mir einen Grund        | Akira Nishihira                            | 6:28  |
| 12. | Automatic (Johnny Vicious Remix) – Bonus-Track | Automatisch                |                                            | 4:54  |

## Verkaufszahlen und Charts-Platzierungen

### Charts
| Charts                               | Positionen |
| ------------------------------------ | ---------- |
| Tägliche Oricon-Album-Charts         | 1          |
| Wöchentliche Oricon-Album-Charts     | 1          |
| Jährliche Oricon-Album-Charts (1999) | 1          |
| Jährliche Oricon-Album-Charts (2000) | 82         |

### Verkäufe
| Charts                      | Erste Woche | Insgesamt  | Charts-Aufenthalt |
| --------------------------- | ----------- | ---------- | ----------------- |
| Oricon-Album-Charts (Japan) | 2.026.870   | 7.650.215  | 85 Wochen         |
| Taiwan                      |             | 450.000    |                   |
| Weltweit                    |             | 10.056.000 |                   |

## Besetzung
- Hikaru Utada (Stimme)
- Anthony Jimenez Corton (zusätzlicher Refrain)
- Akira Nishihira (Arrangement, Keyboards & Programmierung)
- Kei Kawano (Arrangement, zusätzliche Keyboards)
- Shinichiro Murayama (Arrangement, Keyboards & Programmierung)
- Toshiyuki Mori (Arrangement, Keyboards & Programmierung)
- Jun Isomura (Arrangement)
- Tsuyoshi Kon (Gitarre)
- Yoshiaki Kusaka (Gitarre)
- Hironori Akiyama (Gitarre)
- Yuji Toriyama (Gitarre)
- Masayoshi Furukawa (Gitarre)
- Yuichiro Honda (Gitarre)
- Yuichiro Goto (Saiteninstrumente)
- Jullian Hernandez (zusätzlicher Refrain)
- Nobuhiko Nakayama (Synthesizer-Programmierung)
- Takahiro Iida (Synthesizer-Programmierung)
- Masayuki Momo (Synthesizer-Programmierung)
- Taka & Speedy (Rhythmus-Arrangement, Rhythmus-Programmierung)
- Akira Miyake (Produzent)
- Teruzane Sking Utada (Produzent)
- Hidenobu Okita (Director)
- Masaaki Ugajin (alle Stimm-Aufnahmen)
- Masaaki Ugajin, Masashi Kudo, Seiji Motoyama, Takehiko Kamata, Bob Allecca, Mike Brown (Backtrack-Aufnahmen)
- Hotoda Goh (Mix)
- Ted Jensen (Mastering)